# Kesp

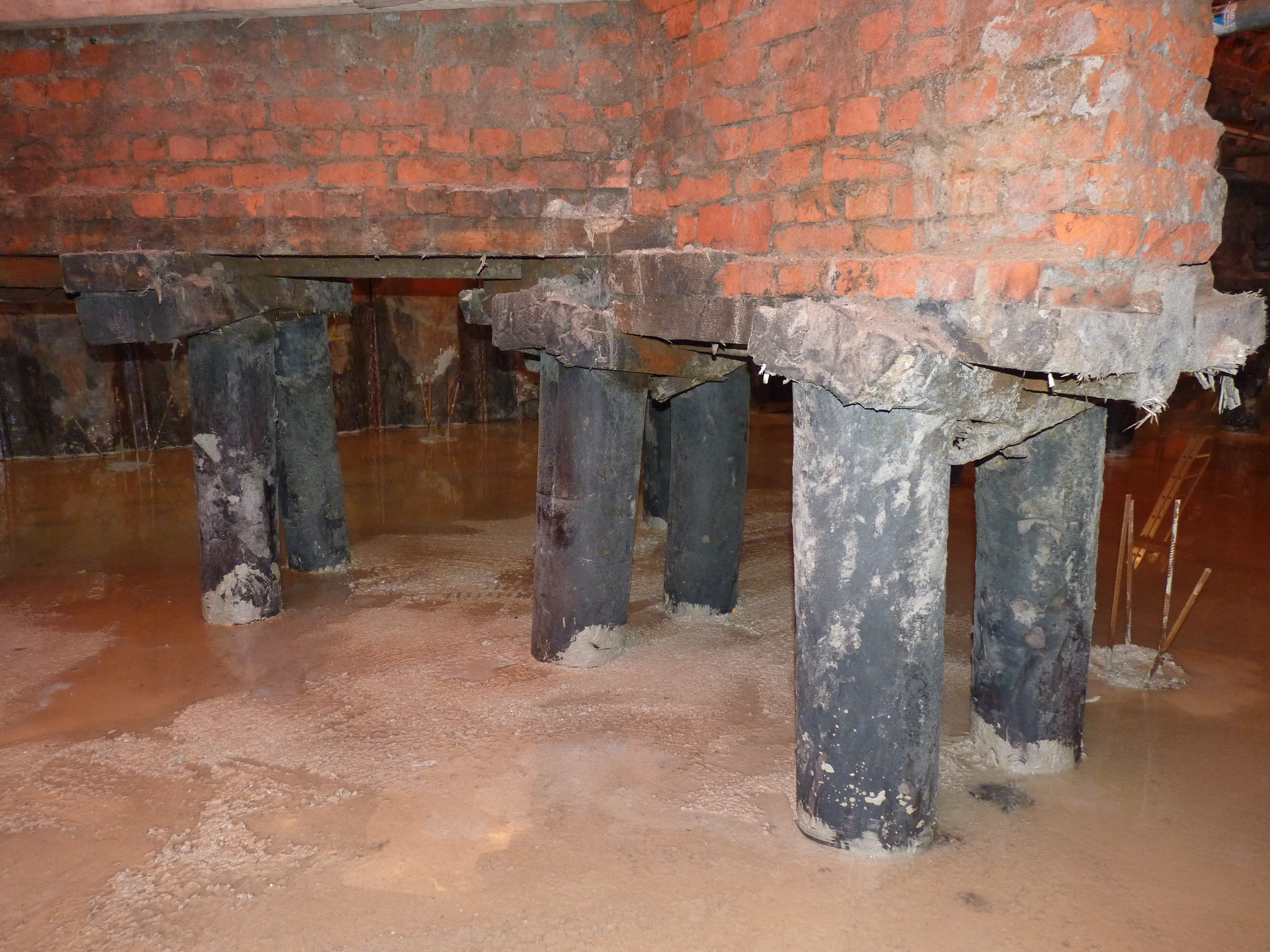
Amsterdamse fundering met kespen.

Een kesp is een korte balk van hout of beton die in een paalfundering het overgangsdeel vormt tussen heipaal en vloerhout.
In een Amsterdamse fundering, waar palen steeds paarsgewijs voorkomen, verbindt de kesp elk paar palen onderling. Over de kesp loopt het vloerhout dat, voorzien van een schuifhout, de drager van het opgaande werk vormt. De lengterichting van de kespen ligt in de Amsterdamse fundering dwars op de richting van het vloerhout. 
In de Rotterdamse fundering, waar palen solitair voorkomen, ligt de kesp evenwijdig aan het vloerhout.